# Białoruś na Letnich Igrzyskach Olimpijskich 1996
Białoruś na Letnich Igrzyskach Olimpijskich 1996 reprezentowało 157 zawodników (91 mężczyzn i 66 kobiet). Był to pierwszy w historii start reprezentacji Białorusi na letnich igrzyskach olimpijskich.

## Zdobyte medale
| Medal  | Zawodnik | Dyscyplina    | Konkurencja                       |
| ------ | --- | ------------- | --------------------------------- |
| Złoto  | Kaciaryna Karsten | Wioślarstwo   | jedynki kobiet                    |
| Srebro | Uładzimir Dubrouszczyk | Lekkoatletyka | Rzut dyskiem mężczyzn             |
| Srebro | Natalla Sazanowicz | Lekkoatletyka | Siedmiobój kobiet                 |
| Srebro | Ihar Basinski | Strzelectwo   | Pistolet dowolny 50 m             |
| Srebro | Alaksiej Miadzwiedzieu | Zapasy        | Waga do 130 kg w stylu wolnym     |
| Srebro | Aleksandr Pawłow | Zapasy        | Waga do 48 kg w stylu klasycznym  |
| Srebro | Siarhiej Lisztwan | Zapasy        | Waga do 100 kg w stylu klasycznym |
| Brąz   | Natalla Łaurynienka Alaksandra Pańkina Natalla Wauczok Tamara Dawydienko Walancina Skrabatun Jelena Mikulicz Natalla Stasiuk Marina Znak Jarasława Paułowicz | Wioślarstwo   | ósemka kobiet                     |
| Brąz   | Wasil Kapciuch | Lekkoatletyka | Rzut dyskiem mężczyzn             |
| Brąz   | Elina Zwierawa | Lekkoatletyka | Rzut dyskiem kobiet               |
| Brąz   | Wital Szczerba | Gimnastyka    | wielobój indywidualnie mężczyzn   |
| Brąz   | Wital Szczerba | Gimnastyka    | skok przez konia mężczyzn         |
| Brąz   | Wital Szczerba | Gimnastyka    | ćwiczenia na drążku mężczyzn      |
| Brąz   | Wital Szczerba | Gimnastyka    | ćwiczenia na poręczach mężczyzn   |
| Brąz   | Waleryj Cyleńć | Zapasy        | Waga do 82 kg w stylu klasycznym  |

## Skład kadry

### Badminton
Gra pojedyncza mężczyzn:
- Michaił Korszuk – 33. miejsce

Gra pojedyncza kobiet:
- Ułada Czarniauska – 33. miejsce

Miksty:
- Michaił Korszuk, Ułada Czarniauska – 17. miejsce

### Boks
Waga lekka
- Siarhiej Astraszapkin – 1. runda

Waga lekkopółśrednia
- Siarhiej Bykouski – 2. runda

Waga półśrednia
- Wadzim Miazha – 2. runda

Waga ciężka
- Siarhiej Dyczkou – ćwierćfinał

Waga superciężka
- Siarhiej Lachowicz – 2. runda

### Gimnastyka

#### Mężczyźni
Wielobój indywidualnie
- Wital Szczerba – brązowy medal
- Andrej Kan – 30. miejsce
- Wital Rudnicki – odpadł w eliminacjach
- Alaksandr Biełanowski – odpadł w eliminacjach
- Alaksandr Szostak – odpadł w eliminacjach
- Iwan Paułouski – odpadł w eliminacjach
- Alaksiej Sinkiewicz – odpadł w eliminacjach

Wielobój drużynowo
- Wital Szczerba, Andrej Kan, Wital Rudnicki, Alaksandr Biełanowski, Alaksandr Szostak, Iwan Paułouski, Alaksiej Sinkiewicz – 4. miejsce

Ćwiczenia na podłodze
- Wital Szczerba – 7. miejsce
- Andrej Kan – odpadł w eliminacjach
- Wital Rudnicki – odpadł w eliminacjach
- Alaksandr Biełanowski – odpadł w eliminacjach
- Alaksandr Szostak – odpadł w eliminacjach
- Iwan Paułouski – odpadł w eliminacjach
- Alaksiej Sinkiewicz – odpadł w eliminacjach

Skok
- Wital Szczerba – brązowy medal
- Iwan Paułouski – 8. miejsce
- Wital Rudnicki – odpadł w eliminacjach
- Alaksandr Szostak – odpadł w eliminacjach
- Andrej Kan – odpadł w eliminacjach
- Alaksandr Biełanowski – odpadł w eliminacjach

Poręcz
- Wital Szczerba – brązowy medal
- Andrej Kan – odpadł w eliminacjach
- Alaksandr Szostak – odpadł w eliminacjach
- Alaksandr Biełanowski – odpadł w eliminacjach
- Wital Rudnicki – odpadł w eliminacjach
- Alaksiej Sinkiewicz – odpadł w eliminacjach
- Iwan Paułouski – odpadł w eliminacjach

Drążek
- Wital Szczerba – brązowy medal
- Andrej Kan – odpadł w eliminacjach
- Alaksandr Biełanowski – odpadł w eliminacjach
- Alaksiej Sinkiewicz – odpadł w eliminacjach
- Wital Rudnicki – odpadł w eliminacjach
- Iwan Paułouski – odpadł w eliminacjach

Kółka
- Wital Szczerba – odpadł w eliminacjach
- Andrej Kan – odpadł w eliminacjach
- Alaksandr Biełanowski – odpadł w eliminacjach
- Wital Rudnicki – odpadł w eliminacjach
- Iwan Paułouski – odpadł w eliminacjach
- Alaksandr Szostak – odpadł w eliminacjach

Koń z łęgami 
- Alaksiej Sinkiewicz – odpadł w eliminacjach
- Alaksandr Szostak – odpadł w eliminacjach
- Andrej Kan – odpadł w eliminacjach
- Alaksandr Biełanowski – odpadł w eliminacjach
- Wital Szczerba – odpadł w eliminacjach
- Wital Rudnicki – odpadł w eliminacjach

#### Kobiety
Wielobój indywidualnie
- Alena Piskun – 12. miejsce
- Swiatłana Bahinska – 14. miejsce
- Alena Połozkowa – 25. miejsce
- Wolha Jurkina – odpadła w eliminacjach
- Ludmiła Witiukowa – odpadła w eliminacjach
- Swiatłana Tarasiewicz – odpadła w eliminacjach
- Tacciana Żarhanowa – odpadła w eliminacjach

Wielobój drużynowo
- Alena Piskun, Swiatłana Bahinska, Alena Połozkowa, Wolha Jurkina, Ludmiła Witiukowa, Swiatłana Tarasiewicz, Tacciana Żarhanowa – 6. miejsce

Ćwiczenia na podłodze
- Swiatłana Bahinska – odpadła w eliminacjach
- Alena Piskun – odpadła w eliminacjach
- Ludmiła Witiukowa – odpadła w eliminacjach
- Alena Połozkowa – odpadła w eliminacjach
- Swiatłana Tarasiewicz – odpadła w eliminacjach
- Wolha Jurkina – odpadła w eliminacjach

Skok
- Swiatłana Bahinska – 5. miejsce
- Alena Piskun – odpadła w eliminacjach
- Alena Połozkowa – odpadła w eliminacjach
- Swiatłana Tarasiewicz – odpadła w eliminacjach
- Ludmiła Witiukowa – odpadła w eliminacjach
- Wolha Jurkina – odpadła w eliminacjach

Poręcz
- Alena Piskun – odpadła w eliminacjach
- Alena Połozkowa – odpadła w eliminacjach
- Swiatłana Tarasiewicz – odpadła w eliminacjach
- Tacciana Żarhanowa – odpadła w eliminacjach
- Swiatłana Bahinska – odpadła w eliminacjach
- Wolha Jurkina – odpadła w eliminacjach

Równoważnia
- Alena Połozkowa – odpadła w eliminacjach
- Ludmiła Witiukowa – odpadła w eliminacjach
- Swiatłana Bahinska – odpadła w eliminacjach
- Alena Piskun – odpadła w eliminacjach
- Wolha Jurkina – odpadła w eliminacjach
- Tacciana Żarhanowa – odpadła w eliminacjach

Gimnastyka artystyczna indywidualnie
- Łarysa Łukjanienka – 7. miejsce
- Tacciana Ahryzka – 8. miejsce

Gimnastyka artystyczna drużynowo
- Natalla Budiło, Wolha Diemska, Aksana Żdanowicz, Swiatłana Łuzanowa, Halina Małaszienka, Alesia Pochodina – 6. miejsce

### Judo
Mężczyźni
- Nacik Bahirau – 5. miejsce, waga ekstralekka
- Leanid Swiryd – 13. miejsce, waga półciężka
- Rusłan Szarapou – 17. miejsce, waga ciężka

Kobiety
- Tacciana Maskwina – 7. miejsce, waga ekstralekka

### Kajakarstwo

#### Mężczyźni
K-1 500 m
- Siarhiej Kalesnik – odpadł w eliminacjach

C-2 500 m
- Aleksandr Masiejkow, Dmitrij Dowgalonok – 9. miejsce

#### Kobiety
Kajakarstwo górskie
- Alena Kurzina – 25. miejsce

### Kolarstwo

#### Mężczyźni
Wyścig ze startu wspólnego
- Pawał Kawiecki – 69. miejsce
- Jauhien Hołowanou – 113. miejsce
- Aleh Bandarik – nie ukończył
- Wiaczasłau Hierman – nie ukończył
- Alaksandr Szarapou – nie ukończył

#### Kobiety
Wyścig indywidualny ze startu wspólnego 
- Zinaida Stahurska – 14. miejsce

Wyścig punktowy
- Ludmiła Harażanska – 6. miejsce

### Lekkoatletyka

#### Mężczyźni
Chód na 20 km
- Jauhienij Misiula – 9. miejsce
- Michaił Chmielnicki – 11. miejsce

Chód na 50 km
- Wiktar Hińko – 5. miejsce
- Jauhienij Misiula – DNF

Skok o tyczce
- Dzmitryj Markau — 6. miejsce

Skok w dal
- Alaksandr Hławacki — 7. miejsce

Pchnięcie kulą
- Dzmitryj Hanczaruk – 9. miejsce
- Wiktar Bułat – odpadł w eliminacjach

Rzut dyskiem
- Uładzimir Dubrouszczyk – srebrny medal
- Wasil Kapciuch – brązowy medal

Rzut młotem
- Ihar Astapkowicz – 7. miejsce
- Siarhiej Ałaj – 8. miejsce
- Alaksandr Kraśko – odpadł w eliminacjach

Rzut oszczepem
- Władimir Sasimowicz – odpadł w eliminacjach

Dziesięciobój
- Eduard Hämäläinen – 5. miejsce

#### Kobiety
200 m
- Natalla Safronnikawa – odpadła w eliminacjach

400 m
- Hanna Kazak – odpadła w eliminacjach

800 m
- Natalla Duchnowa – 7. miejsce

1500 m
- Natalla Duchnowa – odpadła w eliminacjach

Maraton
- Alena Mazouka – 24. miejsce
- Natalla Hałuszko – 50. miejsce
- Madina Biktagirowa – DNF

110 m przez płotki
- Lidzija Jurkowa – odpadła w eliminacjach

400 m przez płotki
- Tacciana Ledauska – odpadła w eliminacjach
- Nelli Worankawa – odpadła w eliminacjach
- Tacciana Kuroczkina – odpadła w eliminacjach

Chód na 10 km
- Olga Kardopolcewa – 6. miejsce
- Walentina Cybulska – 8. miejsce
- Natalla Misiula – 17. miejsce

Skok wzwyż
- Tacciana Chramawa – odpadła w eliminacjach

Skok w dal
- Anżela Atroszczenko – odpadła w eliminacjach
- Nastassia Sazanowicz – odpadła w eliminacjach

Rzut dyskiem
- Elina Zwierawa – brązowy medal
- Iryna Jatczanka – 12. miejsce
- Ludmiła Filimonawa – odpadła w eliminacjach

Rzut oszczepem
- Natałla Szykalenka – 12. miejsce

Siedmiobój
- Nastassia Sazanowicz – srebrny medal
- Anżela Atroszczenko – nie sklasyfikowana

### Łucznictwo
Zawody indywidualne kobiet:
- Wolha Jakusziewa – 5. miejsce
- Wolha Zabuhina – 31. miejsce

### Pływanie

#### Mężczyźni
50 m stylem dowolnym
- Aleh Ruchlewicz – 22. miejsce
- Dzmitryj Kalinowski – 36. miejsce

100 m stylem dowolnym
- Aleh Ruchlewicz – 19. miejsce

1500 m stylem dowolnym
- Siarhiej Michnowiec – 19. miejsce

100 m stylem grzbietowym
- Alaksiej Kriuiencou – 27. miejsce

200 m stylem grzbietowym
- Alaksandr Hukou – 21. miejsce

#### Kobiety
50 m stylem dowolnym
- Alena Popczanka – 40. miejsce

100 m stylem dowolnym
- Swiatłana Żidko – 39. miejsce

200 m stylem dowolnym
- Inha Borodicz – 33. miejsce

4 × 100 m stylem dowolnym
- Natalla Baranouska, Inha Borodicz, Alena Popczanka, Swiatłana Żidko – 15. miejsce

4 × 200 m stylem dowolnym
- Natalla Baranouska, Inha Borodicz, Alena Popczanka, Swiatłana Żidko – 17. miejsce

100 m stylem grzbietowym
- Alena Rudkouska – 32. miejsce

100 m stylem motylkowym
- Natalla Baranouska – 35. miejsce

### Podnoszenie ciężarów
- Wiktar Siniak – 12. miejsce, waga kogucia
- Leanid Łobaczou – 9. miejsce, waga średnia
- Aleh Kieczko – 11. miejsce, waga średnia
- Uładzimir Chłyd – 15. miejsce, waga półciężka
- Wiktar Bielacki – 17. miejsce, waga półciężka
- Aleh Czirica – 9. miejsce, I waga ciężka
- Uładzimir Jemieljanou – 4. miejsce, II waga ciężka
- Hienadzij Szcziekało – nie ukończył, II waga ciężka
- Alaksandr Kurłowicz – 5. miejsce, waga superciężka

### Skoki do wody

#### Mężczyźni
Wieża 10 m
- Andrej Siemieniuk – 10. miejsce
- Wiaczasłau Chamułkin – 21. miejsce

Trampolina 3 m
- Siarhiej Kudriewicz – 11. miejsce
- Andrej Kuoczinski – 16. miejsce

#### Kobiety
Trampolina 3 m
- Swiatłana Alaksiejeuna – 14. miejsce

### Strzelectwo

#### Mężczyźni
Pistolet pneumatyczny 10 m 
- Igor Basinski – 7. miejsce
- Kanstancin Łukaszyk – 9. miejsce

Pistolet 50 m
- Igor Basinski – srebrny medal
- Kanstancin Łukaszyk – 4. miejsce

Karabin pneumatyczny 10 m
- Anatol Klimienko – 11. miejsce
- Hieorhij Niechajeu – 26. miejsce

Karabin małokalibrowy 3 postawy 50 m 
- Siarhiej Martynau – 8. miejsce
- Anatol Klimienko – 28. miejsce

Karabin małokalibrowy leżąc 50 m
- Siarhiej Martynau – 6. miejsce
- Hieorhij Niechajeu – 30. miejsce

#### Kobiety
Pistolet pneumatyczny 10 m
- Łalita Miłszina-Jauhleuska – 8. miejsce
- Julija Siniak – 10. miejsce

Pistolet 25 m
- Julija Siniak – 9. miejsce
- Żanna Szycik – 14. miejsce

Karabin pneumatyczny 10 m
- Wolha Pahriebniak – 5. miejsce
- Iryna Szyława – 9. miejsce

Karabin małokalibrowy 3 postawy 50 m
- Iryna Szyława – 17. miejsce
- Wolha Pahriebniak – 17. miejsce

### Szermierka

#### Mężczyźni
Szpada
- Wital Zacharau – 26. miejsce

### Tenis stołowy

#### Mężczyźni
Singiel
- Uładzimir Samsonau  – 5. miejsce

Debel
- Uładzimir Samsonau, Jauhien Szczacinin – 17. miejsce

### Tenis ziemny
Singiel kobiet
- Natalla Zwierawa – 9. miejsce
- Wolha Barabanszczykawa – 33. miejsce

Debel kobiet
- Wolha Barabanszczykawa, Natalla Zwierawa – 9. miejsce

### Wioślarstwo

#### Mężczyźni
Dwójka bez sternika
- Dzmitryj Pleczistik, Dzmitryj Mironczuk – 14. miejsce

czwórka ze sternikiem
- Kanstancin Bielewicz, Siarhiej Tarasiewicz, Aleh Sołomachin, Dzianis Tabaka, Siarhiej Kiniakin – 11. miejsce

#### Kobiety
Jedynka
- Kaciaryna Karsten – złoty medal

ósemka
- Natalla Łaurynienka, Alaksandra Pańkina, Natalla Wauczok, Tamara Dawydienko, Walancina Skrabatun, Jelena Mikulicz, Natalla Stasiuk, Marina Znak, Jarasława Paułowicz – brązowy medal

### Zapasy
- Alaksandr Huzau – 7. miejsce, 57 kg st.wolny
- Siarhiej Smal – 11. miejsce, 62 kg st.wolny
- Oleg Gogol – 9. miejsce, 68 kg st.wolny
- Ihar Kozyr – 14. miejsce, 74 kg st.wolny
- Alaksandr Sauko – 19. miejsce, 82 kg st.wolny
- Siergiej Kowalewski – 4. miejsce, 100 kg st.wolny
- Alaksiej Miadzwiedzieu – srebrny medal, 130 kg st.wolny

- Aleksandr Pawłow – srebrny medal, 48 kg st.klasyczny
- Ibad Achmiedow – 11. miejsce, 52 kg st.klasyczny
- Igor Pietrienko – 13. miejsce, 62 kg st.klasyczny
- Kamandar Madżydow – 4. miejsce, 68 kg st.klasyczny
- Uładzimir Kapytau – 14. miejsce, 74 kg st.klasyczny
- Waleryj Cyleńć – brązowy medal, 82 kg st.klasyczny
- Alaksandr Sidarenka – 4. miejsce, 90 kg st.klasyczny
- Siarhiej Lisztwan – srebrny medal, 100 kg st.klasyczny

### Żeglarstwo

#### Mężczyźni
Laser
- Alaksandr Zielenowski – 20. miejsce

Star
- Siarhiej Choriecki, Uładzimir Zujeu – 23. miejsce

Tornado
- Siarhiej Kraucou, Wiktar Budanciew – 14. miejsce

#### Kobiety
Europa
- Anastasija Padabied – 26. miejsce